# Гогос, Бэзил
Бэ́зил Го́гос (англ. Basil Gogos; 12 марта 1929, Александрия, Египет — 13 сентября 2017, Манхэттен, Нью-Йорк, США) — американский художник-иллюстратор, работавший в жанрах фантастики, приключений и ужасов. Наиболее известен по изображениям монстров на обложках журнала о кино «Famous Monsters of Filmland» в 1960—1970-х годах. Творчество Гогоса оказало влияние на многих гримёров, режиссёров, продюсеров и актёров.

## Биография

### Ранние годы
Родился в семье египетских греков. Его отец Стив был железнодорожным рабочим, а мать Мария — модельером. В возрасте 16 лет вместе с семьёй иммигрировал в США. Прожив некоторое время в Бостоне (Массачусетс) и Вашингтоне, Гогосы переехали на Манхэттен, где впоследствии открыли магазин одежды.

Первая иллюстрация книги в карьере Бэзила Гогоса. Обложка романа «Погоня».

Интерес к искусству проявился в юные годы. Дядя молодого Бэзила, бывший по профессии художником, поощрял племянника рисовать, а его бабка рисовала на посуде и тканях, чтобы помочь содержать семью. Посещал несколько нью-йоркских школ, в том числе Национальную школу дизайна, Фениксскую школу дизайна и Школу изобразительных искусств. В период посещения Лиги студентов-художников Нью-Йорка учился у знаменитого иллюстратора Фрэнка Дж. Райлли. В 1959 году после победы в школьном конкурсе, финансируемом книжным издательством Pocket Books, Гогоса пригласили проиллюстрировать обложку романа Льюис Б. Паттена «Погоня» (англ. Pursuit), с этого началась его профессиональную карьеру.

### Карьера
С 1960-х годов работал в Нью-Йорке. Большая часть иллюстраций Гогоса публиковалась в мужских приключенческих журналах, для которых он рисовал многочисленные сцены боёв Второй мировой войны, опасных перипетий в джунглях и преступлений, а также обнаженных женщин. Однако наиболее заметные работы иллюстратора публиковались в журналах издательства Warren Publishing. На протяжении следующих двух десятилетий нарисовал около 50 обложек для журнала «Famous Monsters of Filmland», многие из которых стали культовыми изображениями того периода. Также рисовал обложки для нескольких других журналов, включая «Creepy», «Eerie», «Spaceman», «Wildest Westerns» и «The Spirit».
На обложках «Famous Monsters of Filmland», созданных Гогосом, фигурировало большинство классических персонажей ужасов, таких как Призрак оперы, Монстр Франкенштейна, Дракула, Человек-волк, Мумия, Кинг-Конг, Годзилла и Тварь из Чёрной Лагуны, а также популярные актеры ужасов, такие как Борис Карлофф, Бела Лугоши, Винсент Прайс, Лон Чейни-младший, Кристофер Ли и Питер Кушинг.
В конце 1970-х годов работал фоторетушёром в департаменте рекламы кинокомпании United Artists, а позднее — в крупном рекламном агентстве Ogilvy & Mather. Также давал уроки изобразительного искусства.
В 1980-х годах занимался живописью.
В 1990-х годах, в связи с возрождением интереса к классическим фильмам ужасов, вернулся к данному жанру.

### Смерть
Умер 13 сентября 2017 года от сердечного приступа в возрасте 88 лет.

## Личная жизнь
Был женат на Линде Туби.

## Влияние
В доме у Гильермо Дель Торо есть несколько картин Бэзила Гогоса, на одной из которых изображен Хеллбой.